# Département Vosges
Das Département des Vosges [voːʒ] ist das französische Département mit der Ordnungsnummer 88. Es liegt im Osten des Landes in der Region Grand Est und ist nach dem Mittelgebirge Vogesen (französisch: les Vosges) benannt. Seine Präfektur ist in Épinal, Unterpräfekturen sind Neufchâteau und Saint-Dié-des-Vosges.

## Geographie

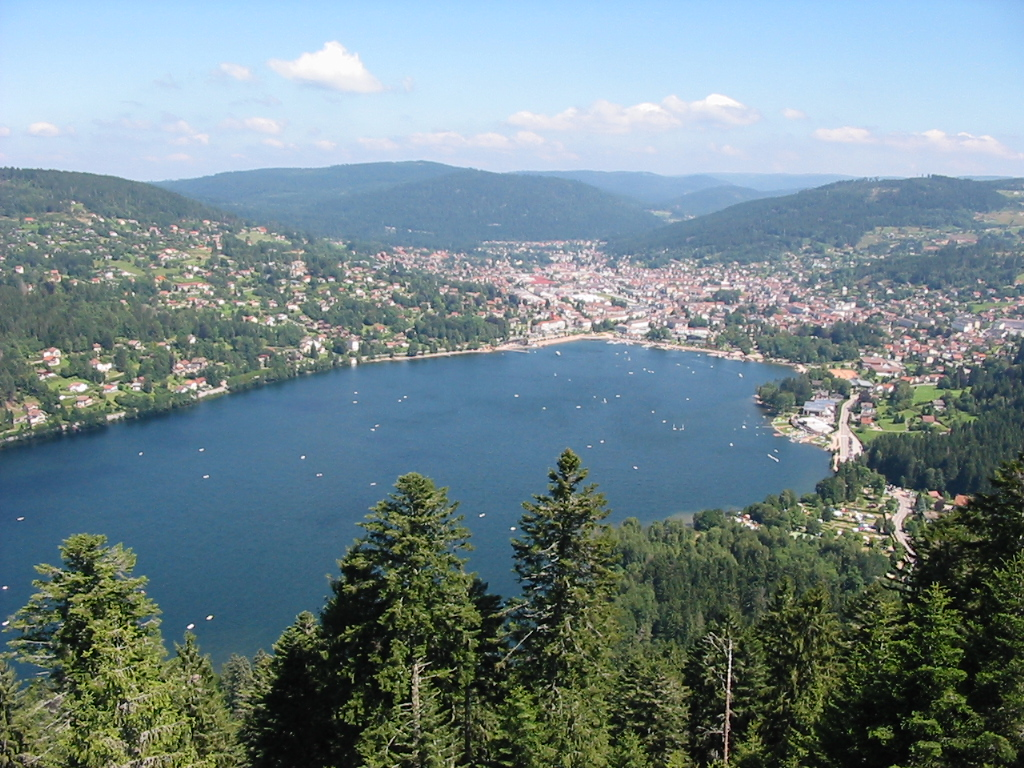
Gérardmer, „Perle der Vogesen“

Das Département wird durch die Départements Meuse (Maas) und Meurthe-et-Moselle im Norden, Bas-Rhin (Unterelsass) und Haut-Rhin (Oberelsass) im Osten, Territoire de Belfort und Haute-Saône im Süden und Haute-Marne im Westen begrenzt.
Der Name „Vosges“ leitet sich vom gleichnamigen Mittelgebirge dieser Region, den Vogesen ab. Die Vogesen nehmen aber nur das östliche Drittel des Départements ein. Man kann zwei recht unterschiedliche Landschaftsbilder östlich und westlich der Mosel feststellen. Der Westen ist von mit Laubwald bedeckten Hügeln geprägt. Der Osten liegt höher und zeigt mit Nadelwald bedecktes Granit- und Sandsteingebirge. Die höchstgelegenen Gebiete sind Teil des Regionalen Naturparks Ballons des Vosges.
Das Gebiet des Départements verteilt sich auf die Einzugsgebiete vierer Flüsse:
- im Osten, im Norden und in der Mitte das Einzugsgebiet des Rheins über die Mosel und ihre Zuflüsse
- im Süden und Südwesten das Einzugsgebiet der Rhone über die Saône
- im Westen und Nordwesten das Einzugsgebiet der Maas
- im äußersten Nordwesten das Einzugsgebiet der Seine über den Ornain

Im Département verlaufen demzufolge mehrere Wasserscheiden. Der Canal des Vosges überwindet die Rhein-Rhône-Wasserscheide; er verbindet die Täler von Mosel und Saône und ist Teil einer Wasserstraße von der Nordsee bis an das Mittelmeer.

## Geschichte
Das im Süden Lothringens gelegene Département Vosges wurde während der Französischen Revolution am 4. März 1790 gebildet. 

Das Departement Vosges und die Provinzen, die 1756 auf seinem Territorium existierten

Das Département entstand aus verschiedene Teilen älterer Gebiete, siehe nebenstehende Grafik, auf die sich die folgenden Bezeichnungen beziehen. Herzogtum Lothringen (Duché de Lorraine, Rosa), Herzogtum Bar (Duché de Bar, Gelb), Fürstentum Salm-Salm (Principauté de Salm, Grau) mit der Gemeinde Senones, Champagne (Champagne, Dunkelgrün) mit der Gemeinde Grand, Drei Bistümer (Trois-Évêchés, Blau). Der Teil des Herzogtums Bar um die Gemeinde Lamarche war die südliche Exklave dieses Herzogtums, von diesem durch die Drei Bistümer getrennt. Die Gegend um Grand liegt in der Landschaft (région naturelle) Vallage, im Süd-Osten der Champagne. Das Fürstentum Salm-Salm wurde erst später angegliedert, s. u. 
Ursprünglich war es in 9 Distrikte mit den Hauptstädten Épinal, Saint-Dié, Remiremont, Mirecourt, Neufchâteau, Bruyères, Darney, Rambervillers und Lamarche gegliedert. Zusammen umfassten diese Distrikte 60 Kantone.
Am 2. März 1793 beschloss der französische Nationalkonvent, das Fürstentum Salm-Salm, eine Enklave mit der Hauptstadt Senones (dt. Sens), zu annektieren, nachdem Fürst Konstantin im Laufe der sich zuspritzenden Französischen Revolution geflohen war und der Nationalkonvent das Land Ende 1792 bereits mit einer Getreideausfuhrsperre belegt hatte. Als Kommissar nahm Georges Couthon das Fürstentum, das ein Teil des Heiligen Römischen Reichs war, für Frankreich in Besitz und gliederte es in das Département Vosges ein. Im Jahr 1795 kam die Region von Schirmeck, vorher Teil des Départements Bas-Rhin, hinzu.
Am 17. Februar 1800 wurden fünf Arrondissements geschaffen: Épinal, Mirecourt, Neufchâteau, Remiremont und Saint-Dié.

Bei der Abtretung Elsass-Lothringens im Jahr 1871 ging ein kleiner Teil des Départements Vosges verloren

Im Jahr 1871 ging ein kleiner Teil des Départements durch den Frieden von Frankfurt an das Deutsche Reich über: der Kanton Schirmeck und die Hälfte des Kantons Saales, die seitdem zum Elsass gehören. Die französisch gebliebenen Gemeinden des Kantons Saales bildeten einen neuen Kanton mit dem Hauptort Provenchères-sur-Fave. Die so „verlorenen“ Gebiete kamen durch den Friedensvertrag von Versailles im Jahr 1919 an Frankreich zurück, blieben aber dem elsässischen Département Bas-Rhin zugeordnet.
Am 10. September 1926 wurde die Verwaltung der Départements in Frankreich gesetzlich neu geregelt. Es wurden insgesamt 106 Arrondissements aufgelöst, darunter zwei im Département Vosges: Mirecourt und Remiremont. Die entsprechenden Kantone wurden dem Arrondissement Épinal zugeordnet, mit Ausnahme der Kantone Mirecourt und Vittel, die zum Arrondissement Neufchâteau kamen.
Von 1960 bis 2015 war das Département ein Teil der Region Lothringen, die 2016 in der Region Grand Est aufging.

## Städte
Die bevölkerungsreichsten Gemeinden des Départements Vosges sind:
| Stadt                | Einwohner (2022) | Arrondissement       |
| -------------------- | ---------------- | -------------------- |
| Épinal               | 32.296           | Épinal               |
| Saint-Dié-des-Vosges | 19.324           | Saint-Dié-des-Vosges |
| Golbey               | 8.827            | Épinal               |
| Thaon-les-Vosges     | 8.433            | Épinal               |
| Gérardmer            | 7.685            | Saint-Dié-des-Vosges |
| Remiremont           | 7.500            | Épinal               |
| Neufchâteau          | 6.813            | Neufchâteau          |
| Raon-l’Étape         | 6.011            | Saint-Dié-des-Vosges |
| Rambervillers        | 5.032            | Épinal               |
| Mirecourt            | 4.746            | Neufchâteau          |

## Verwaltungsgliederung
1793 wurde das Territorium des Fürstentums Salm-Salm an Frankreich angegliedert, zu dessen Verwaltung ein neuer Distrikt in Senones eingerichtet wurde, der dem Département Vosges zugeordnet wurde. Bei der kurz darauf durchgeführten Verfassungsreform (1795) wurden die Distrikte aufgelöst. Die nun 68 Kantone waren der Präfektur direkt unterstellt; die Kantone verteilten sich – verteilt unter die späteren Arrondissements – wie folgt: Épinal (14 Kantone), Mirecourt (12), Neufchâteau (17), Remiremont (6) und Saint-Dié (19).
Bei der von Napoleon dekretierten erneuten Reorganisation der Verwaltung vom Jahr IX (1800) wurde die Anzahl der Kantone auf weniger als die Hälfte vermindert. Es galt von nun an die Einteilung:
- Arrondissement Épinal mit 6 Kantonen:
 Bains (12 Gemeinden), Bruyères, Châtel, Épinal, Rambervillers und Xertigny (8);
- Arrondissement Neufchâteau mit 5 Kantonen:
 Bulgnéville, Châtenois, Coussey, Lamarche und Neufchâteau;
- Arrondissement Mirecourt mit 7 Kantonen:
 Bains-les-Bains, Charmes, Darney, Dompaire, Mirecourt, Monthureux-sur-Saône (12) und Vittel;
- Arrondissement Saint-Dié-des-Vosges mit 9 Kantonen:
 Brouvelieures (10), Corcieux, St. Dié, Fraize, Gérardmer, Raon-l'Étape, Saales, Schirmeck und Senones;
- Arrondissement Remiremont mit 4 Kantonen:
 Plombières (5), Ramonchamp, Remiremont und Saulxures (10).

Im Jahre 1871 gingen der Kanton Schirmeck und die Hälfte des Kantons Saales an das Deutsche Reich verloren. Aus dem bei Frankreich verbliebenen Rest des Kantons Saales wurde der Kanton Provenchères-sur-Fave im Arrondissement St. Dié gebildet.
Die Rückkehr Elsaß-Lothringens zu Frankreich 1919 brachte für die Verwaltungsstruktur dieses Départements keine Veränderung.
Die nach 125 Jahren größte Änderung brachte das Gesetz vom 10. September 1926, indem jedes dritte Arrondissement des französischen Festlandes aufgehoben und die zugehörigen Kantone anderen Arrondissements zugeordnet wurden; dieses Gesetz brachte auch die Aufhebung der Arrondissements Mirecourt und Remiremont. In der Folge kamen die Kantone Mirecourt und Vittel zum Arrondissement Neufchâteau, die anderen 8 Kantone wurden dem Arrondissement Épinal zugeordnet.
Das Département gliedert sich in drei Arrondissements und 506 Gemeinden:

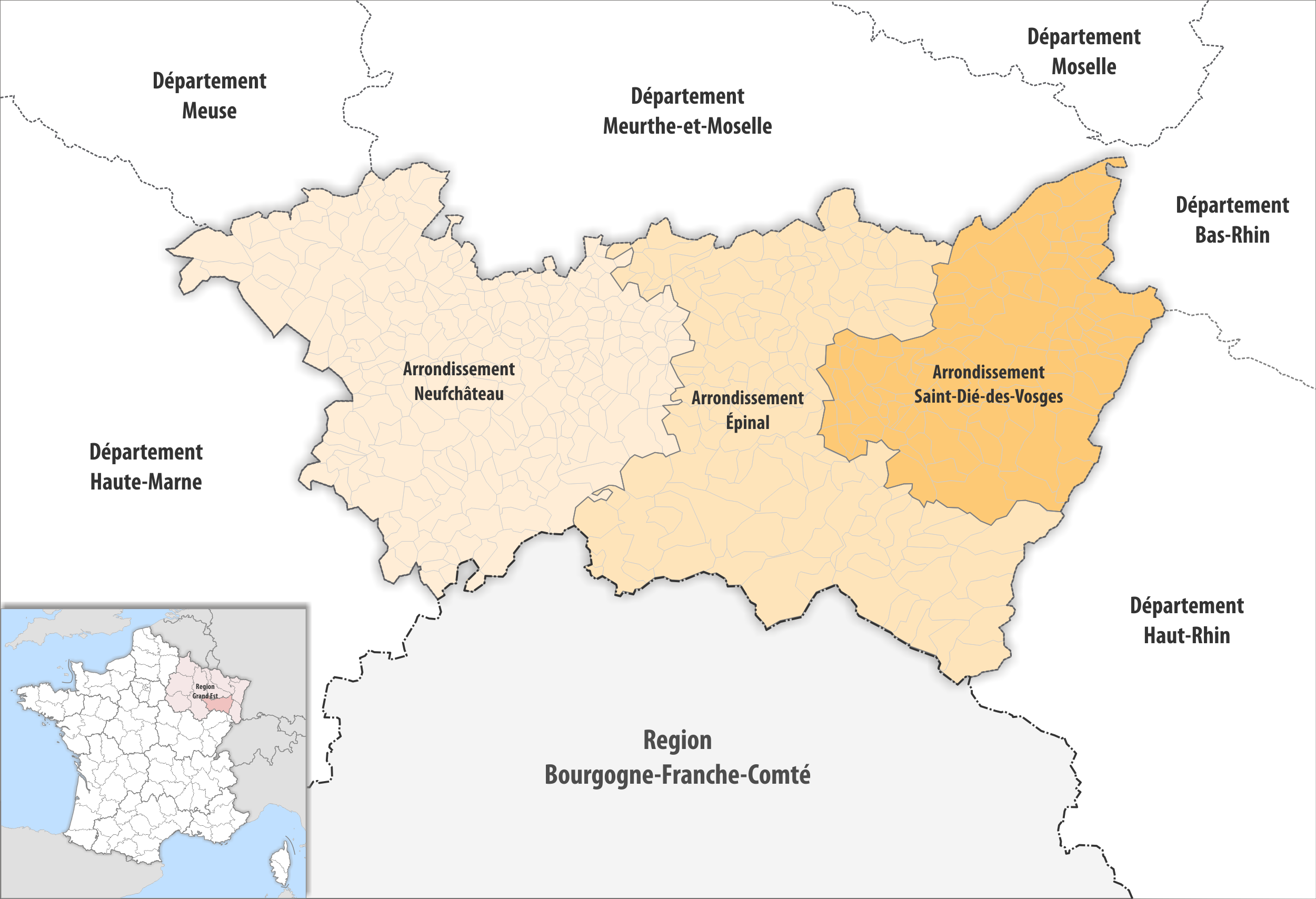
Gemeinden und Arrondissemente im Département Vosges

| Arrondissement       | Kantone | Gemeinden | Einwohner 1. Januar 2022 | Fläche km² | Dichte Einw./km² | Code INSEE |
| -------------------- | ------- | --------- | ------------------------ | ---------- | ---------------- | ---------- |
| Épinal               |         | 140       | 187.306                  | 2.206,12   | 85               | 881        |
| Neufchâteau          |         | 250       | 69.872                   | 2.291,16   | 30               | 882        |
| Saint-Dié-des-Vosges |         | 116       | 101.522                  | 1.372,97   | 74               | 883        |
| Département Vosges   | 17      | 506       | 358.700                  | 5.870,25   | 61               | 88         |